# Norfolk (Nebraska)
Norfolk és una població dels Estats Units a l'estat de Nebraska. Segons el cens del 2000 tenia 23.516 habitants.

## Demografia
Segons el cens del 2000, Norfolk tenia 23.516 habitants, 9.360 habitatges, i 5.868 famílies. La densitat de població era de 910,7 habitants per km².
Dels 9.360 habitatges en un 31,7% hi vivien nens de menys de 18 anys, en un 50% hi vivien parelles casades, en un 9,7% dones solteres, i en un 37,3% no eren unitats familiars. En el 30,1% dels habitatges hi vivien persones soles el 12,8% de les quals corresponia a persones de 65 anys o més que vivien soles. El nombre mitjà de persones vivint en cada habitatge era de 2,43 i el nombre mitjà de persones que vivien en cada família era de 3,06.
Per edats la població es repartia de la següent manera: un 25,9% tenia menys de 18 anys, un 13,4% entre 18 i 24, un 27,4% entre 25 i 44, un 19% de 45 a 60 i un 14,2% 65 anys o més.
L'edat mediana era de 34 anys. Per cada 100 dones de 18 o més anys hi havia 90,2 homes.
La renda mediana per habitatge era de 34.609$ i la renda mediana per família de 45.460$. Els homes tenien una renda mediana de 31.445$ mentre que les dones 21.397$. La renda per capita de la població era de 16.990$. Aproximadament el 7% de les famílies i l'11% de la població estaven per davall del llindar de pobresa.

## Poblacions més properes
El següent diagrama mostra les poblacions més properes.